# NGC 3589
NGC 3589 је спирална галаксија у сазвежђу Велики медвед која се налази на NGC листи објеката дубоког неба.
Деклинација објекта је + 60° 42' 2" а ректасцензија 11h 15m 13,3s. Привидна величина (магнитуда) објекта NGC 3589 износи 13,7 а фотографска магнитуда 14,4. NGC 3589 је још познат и под ознакама UGC 6275, MCG 10-16-96, CGCG 291-46, near SAO 15447 and 15449, PGC 34308.